# Marius Dumitrache
Marius Cristian Dumitrache (* 15. Juni 1989) ist ein rumänischer Leichtathlet, der sich auf den Hochsprung spezialisiert hat.

## Sportliche Laufbahn
Erste internationale Erfahrungen sammelte Marius Dumitrache im Jahr 2008, als er bei den Juniorenweltmeisterschaften in Bydgoszcz mit übersprungenen 2,08 m den zehnten Platz belegte. 2012 qualifizierte er sich für die Europameisterschaften in Helsinki, schied dort aber mit 2,15 m in der Vorrunde aus. Im Jahr darauf erreichte er bei den Balkan-Hallenmeisterschaften in Istanbul mit einer Höhe von 2,12 m Rang fünf und 2014 wurde er mit 2,17 m Vierter. 2016 belegte er bei den Balkan-Hallenmeisterschaften mit 2,20 m den fünften Platz, wie auch bei den Freiluftmeisterschaften in Pitești, ehe er bei den Balkan-Hallenmeisterschaften 2017 in Belgrad mit 2,13 m auf Rang sieben landete. 2020 wurde er bei den Balkan-Meisterschaften in Cluj-Napoca mit 2,05 m Fünfter. 
In den Jahren 2012 und 2016 wurde Dumitrache rumänischer Meister im Hochsprung im Freien sowie 2012, 206 und 2017 sowie 2021 auch in der Halle.

## Persönliche Bestleistungen
- Hochsprung: 2,27 m, 15. Juni 2012 in Bukarest
  - Hochsprung (Halle): 2,27 m, 24. Februar 2012 in Bukarest